# Notocera bituberculata
Notocera bituberculata är en insektsart som beskrevs av Fowler. Notocera bituberculata ingår i släktet Notocera och familjen hornstritar. Inga underarter finns listade i Catalogue of Life.